# Galicia (revista)
Galicia fou una revista il·lustrada d'aparició quinzenal que es començà a publicar a Madrid el 25 de juliol de 1906 per iniciativa del Centre Gallec de Madrid. Fou dirigida al seu començament per Augusto C. de Santiago y Gadea; a finals de 1907 passà a Javier Vales Faílde, després a Manuel Vidal y Rodríguez i el 1909 al religiós Basilio Álvarez Rodríguez. Era publicada en castellà, llevat els articles literaris, que eren publicats en gallec. Hi publicaren nombrosos personatges de l'àmbit gallec, com Concepción Arenal, Aureliano José Pereira, Ramón María del Valle Inclán o Manuel Murguía.